# Distribucionalismo

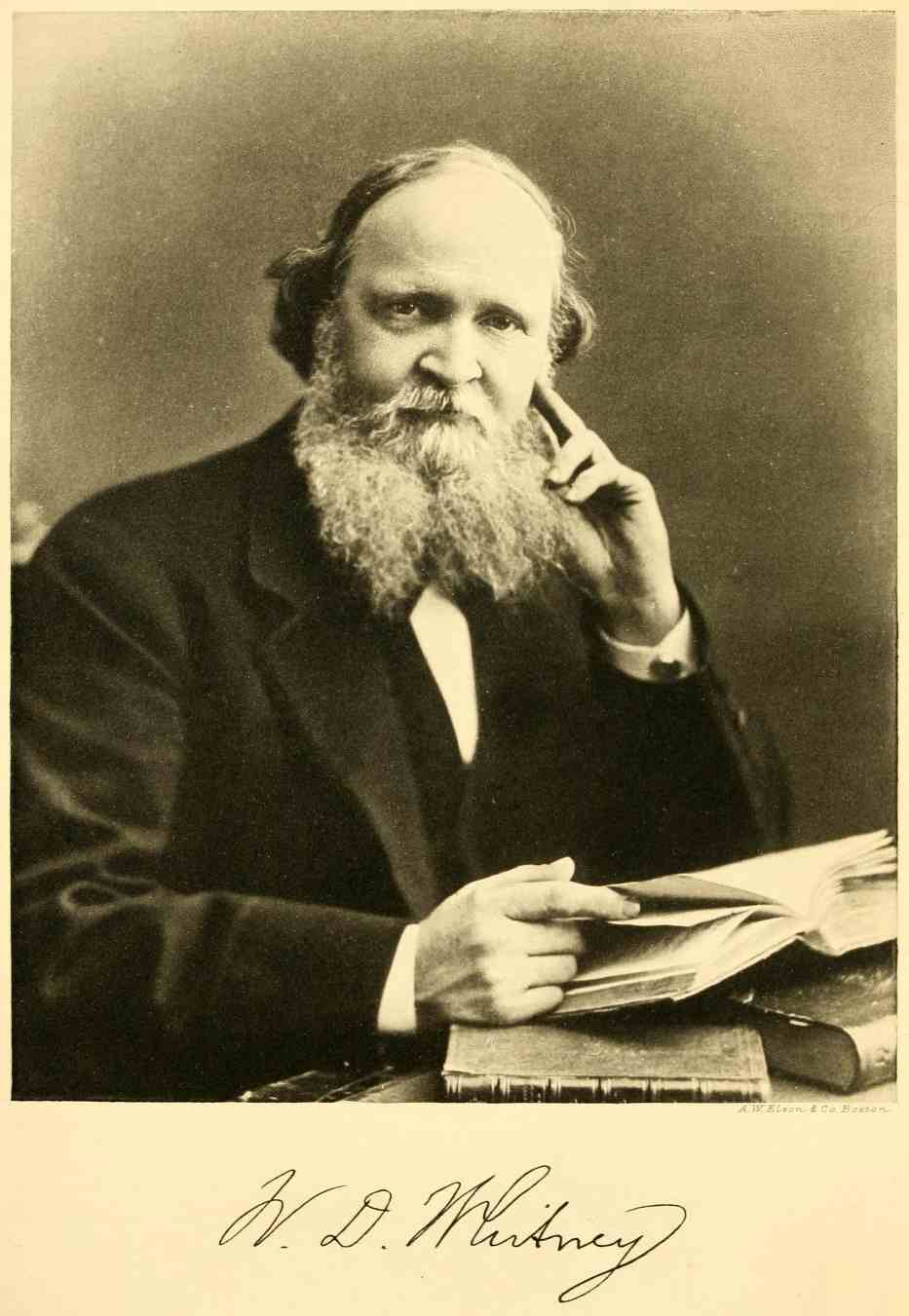
Una fotografía de William Dwight Whitney, el lingüista estadounidense.

El distribucionalismo es una teoría general del lenguaje propuesta por Leonard Bloomfield, y desarrollada y sistematizada por sus alumnos, que dominó la lingüística norteamericana hasta 1950. Presenta algunas analogías con el saussurianismo y una mayor cercanía con la glosemática. El nombre deriva de la importancia que tiene la noción de distribución en la teoría (cf. infra).
Su punto de partida es la psicología behaviorista, que afirma que el comportamiento humano es totalmente previsible o explicable a partir de las situaciones en que aparece, independientemente de todo factor interno. En esta línea, Leonard Bloomfield sostiene que el habla debe explicarse por sus condiciones externas de aparición, por lo que un acto de habla no es sino un comportamiento de un tipo particular; a esta tesis la denomina mecanicismo y la opone al mentalismo, según el cual el habla debe explicarse como un efecto de los pensamientos del hablante.
Previamente a la explicación mecanicista, Bloomfield propone que la lingüística se limite a describir el habla, el lenguaje, al margen de toda consideración mentalista y, sobre todo, con abstención del sentido de las palabras. 
Estudiar un idioma es, por tanto, reunir un conjunto (corpus) de variados enunciados efectivamente emitidos por los usuarios de esa lengua en una época determinada. Después, y siempre marginando el significado, se buscan regularidades para dar a la descripción un carácter ordenado y sistemático. La única noción que sirve de base para esta búsqueda de regularidades es la de contexto lineal (entorno), esto es, el conjunto de unidades que anteceden y siguen a una unidad determinada dentro de un enunciado.
El entorno sirve para definir la distribución de una unidad: es el conjunto de los entornos donde aparece en el corpus.
De lo anterior, el distribucionalismo extrae ante todo un método para descomponer los enunciados del corpus, esto es, para hacer su análisis en constituyentes inmediatos. Este análisis, que lleva a atribuir a la frase una construcción o estructura jerárquica, consiste en descomponer primero el enunciado en algunos segmentos bastante largos, sus constituyentes inmediatos, y después subdividir cada uno de estos en segmentos, que son, a su vez, los constituyentes de los anteriores, y así sucesivamente hasta llegar a las unidades mínimas. El análisis final se representa gráficamente en cajas que se contienen entre ellas.
A continuación, el distribucionalista procura llegar a una clasificación de los constituyentes inmediatos. Para ello, intenta reagrupar todos los constituyentes que tengan idéntica distribución a fin de obtener clases distribucionales. La operación, complicada porque es muy raro encontrar en un corpus dos segmentos que tengan exactamente la misma distribución, conlleva decidir qué diferencias distribucionales pueden descartarse y cuáles deben tomarse en cuenta. 
- Datos: Q3030803